# Comuna Sinești, Ialomița
Sinești (în trecut, Cătrunești-Mâineasca și apoi Cătrunești) este o comună în județul Ialomița, Muntenia, România, formată din satele Boteni, Cătrunești, Hagiești, Lilieci, Livedea și Sinești (reședința).

## Așezare
Comuna se află în extremitatea sud-vestică a județului, la limita cu județele Ilfov și Călărași, pe malurile râului Mostiștea. Este străbătută de șoseaua națională DN2, care leagă Bucureștiul de Urziceni. La Sinești, din acest drum se ramifică șoseaua județeană DJ402, care duce spre nord-vest în județul Ilfov către Petrăchioaia și Dascălu. Tot din DN2, la Lilieci se ramifică mai departe același drum, care duce spre sud-est în județul Călărași la Belciugatele, Fundulea (unde se intersectează cu DN3 și are o intrare pe autostrada București–Constanța) și Nana.

## Demografie
Componența etnică a comunei Sinești
     Români (81,76%)
     Romi (10,05%)
     Alte etnii (1,28%)
     Necunoscută (6,91%)
Componența confesională a comunei Sinești
     Ortodocși (90,51%)
     Alte religii (2,22%)
     Necunoscută (7,27%)
Conform recensământului efectuat în 2021, populația comunei Sinești se ridică la 3.372 de locuitori, în creștere față de recensământul anterior din 2011, când fuseseră înregistrați 2.972 de locuitori. Majoritatea locuitorilor sunt români (81,76%), cu minorități de romi (10,05%) și altele (1,1%), iar pentru 6,91% nu se cunoaște apartenența etnică. Din punct de vedere confesional, majoritatea locuitorilor sunt ortodocși (90,51%), cu o minoritate de penticostali (0,39%), iar pentru 7,27% nu se cunoaște apartenența confesională.

## Politică și administrație
Comuna Sinești este administrată de un primar și un consiliu local compus din 11 consilieri. Primarul, Marian Ion[*], de la Partidul Social Democrat, este în funcție din 2016. Începând cu alegerile locale din 2024, consiliul local are următoarea componență pe partide politice:
|  | Partid                          | Consilieri | Componența Consiliului | Componența Consiliului | Componența Consiliului | Componența Consiliului | Componența Consiliului | Componența Consiliului | Componența Consiliului | Componența Consiliului | Componența Consiliului |
|  | ------------------------------- | ---------- | ---------------------- | ---------------------- | ---------------------- | ---------------------- | ---------------------- | ---------------------- | ---------------------- | ---------------------- | ---------------------- |
|  | Partidul Social Democrat        | 9          |                        |                        |                        |                        |                        |                        |                        |                        |                        |
|  | Alianța pentru Unirea Românilor | 1          |                        |                        |                        |                        |                        |                        |                        |                        |                        |
|  | Partidul Național Liberal       | 1          |                        |                        |                        |                        |                        |                        |                        |                        |                        |

## Istorie
La sfârșitul secolului al XIX-lea, comuna purta numele de Cătrunești-Mâineasca, făcea parte din plasa Mostiștea a județului Ilfov și avea în compunere satele Cătrunești, Cloșca, Lilieci, Mâineasca, Sineștii Noi și Sineștii Vechi, cu o populație totală de 1382 de locuitori, ce trăiau în 259 de locuințe (case și bordeie). În comună funcționau 3 biserici (la Cătrunești, Mâineasca și Sineștii Vechi) și o școală mixtă. Anuarul Socec din 1925 consemnează comuna în plasa Fierbinți a aceluiași județ, având aceeași compoziție și o populație de 1704 locuitori; reședința satului devenise Sineștii Noi.
În 1950, comuna a fost transferată raionului Căciulați și apoi (după 1956) raionului Urziceni (ambele din regiunea București). În 1968, comuna a revenit la județul Ilfov (reînființat), a luat numele de Sinești, după noul sat de reședință, alcătuit tot atunci din contopirea satelor Sineștii Noi, Sineștii Vechi și Cloșca. În 1981, o reorganizare administrativă regională a dus la transferarea comunei la județul Ialomița.

## Monumente istorice

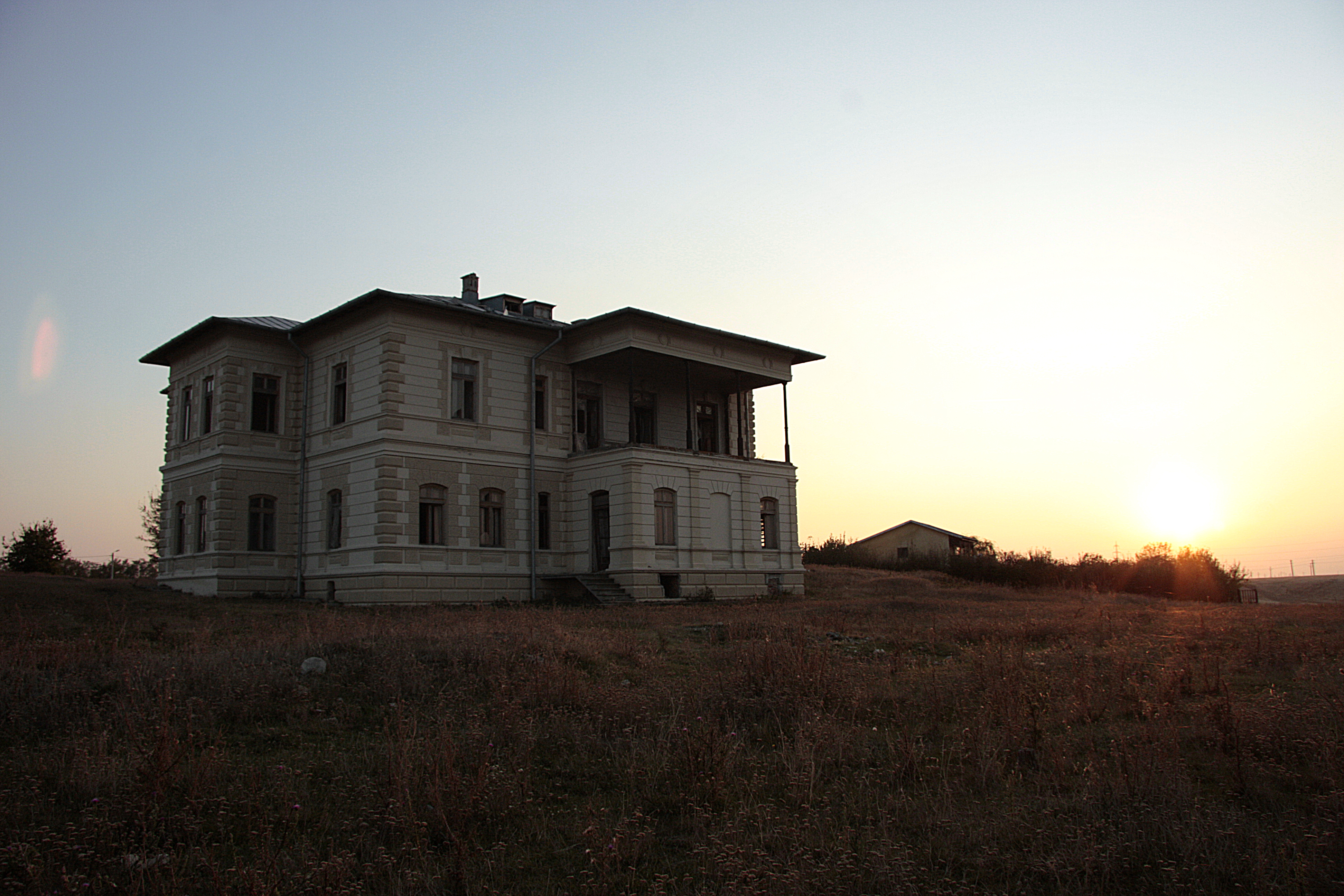
Conacul Marghiloman din Hagiești, monument istoric de arhitectură de interes național din comuna Sinești

În comuna Sinești se află două obiective clasificate ca monumente istorice de interes național, ambele monumente de arhitectură aflate în satul Hagiești — conacul Marghiloman, datând din secolul al XVII-lea, refăcut în perioada 1869–1874); și biserica „Sfântul Nicolae”, datând din 1704.
În rest, singurul alt obiectiv din comună inclus în lista monumentelor istorice din județul Ialomița ca monument de interes local este monumentul de arhitectură reprezentat de biserica „Sfântul Nicolae” din satul Sinești, construcție ce datează din anul 1855.